# スズキ・キャラ
キャラ（CARA）は、かつてスズキが販売していた軽自動車規格のスポーツカーである。マツダの販売チャンネルであった「オートザム」ブランドで発売された「AZ-1」のOEM車である。

## 概要
1993年（平成5年）1月27日に発表。登場時のキャッチコピーは『スズキの新作が常識を越えてやってきた』。
基本設計はAZ-1と共通で、スズキ・アルトワークスと同型のF6A型 直列3気筒DOHCターボエンジンを搭載する。
AZ-1との差異はスズキのエンブレムへの変更、屋根カバー部分の「AZ-1」ロゴを「SUZUKI」に変更、後部エンジンフードのロゴ、フロントバンパービルトインのフォグランプ標準化。インテリアではフォグランプ用スイッチが付いている部分のみ。このフォグランプのため、AZ-1より販売価格は高く設定されていた。寒冷地仕様は存在せず、オプションでのABSやフェンダーミラーも未設定となっている。
AZ-1のように特別仕様車の販売やマイナーチェンジも行われず、1994年11月をもって生産終了、AZ-1より先行する形で1995年12月をもって販売終了となった。
総生産台数は
- 1993年（平成5年）・・・189台
- 1994年（平成6年）・・・297台
- 1995年（平成7年）・・・47台

合計531台。